# Kaj ni nikoli bilo in nikoli ne bo
Kaj ni nikoli bilo in nikoli ne bo je ljudska pripoved, ki jo je zapisal Josip Jurčič. 

## Analiza
Zgodba Kaj ni nikoli bilo in nikoli ne bo, spada med slovenske ljudske legende, v kateri lahko najdemo veliko prvin, ki so značilne za ljudske pripovedi: starinski izrazi (rovnica, ročnik), pomanjševalnice (prtiček, bobek), ponavljanje (brat), pretiravanje in stopnjevanje pomenov (veliko, veliko drevo, ki je segalo prav do neba), zamenjan besedni red (zaželel si je na svet nazaj), stalna števila ( 7 komolcev, trije bratje) in preprosta metaforika: primera (mlajši pa je bil kakor kak štramle), poosebitev (vstane burja) in stalni pridevki (prvi, mlajši, brat).
Tak tip pripovedi imenujemo okvirna pripoved, ker je zgrajena iz okvirja in uokvirjenega dela. Okvir predstavlja zgodba o treh bratih, uokvirjeni del pa zajema zgodbo, ki jo najmlajši brat pripoveduje velikemu kosmatemu junaku.

### Literarne okoliščine:
Literarni kraj
- v okvirni pripovedi: Otok
- v uokvirjeni pripovedi: zemlja in nebesa

Literarni čas
- nedoločen

Literarne osebe
- v okvirni pripovedi: trije bratje, junak
- v uokvirjeni pripovedi: človek, sveti Peter, botri, oče

Motivi
- morje, ogenj, trije bratje, velikan

## Interpretacija
Zgodba Kaj ni nikoli bilo in nikoli ne bo govori o mirnem obdobju v življenju, ki ga nemudoma in nerazumljivo prekinejo resne nevarnosti. Odrasli pričnejo otrokom postavljati naloge in različne preizkušnje. Otroci odrasle velikokrat doživljajo kot velikane,ki so sebični in želijo zase zadržati vse čudovite reči, ki jim dajejo moč, vendar pa se kljub temu zavedajo, da jih z zvijačnostjo in bistroumnostjo lahko premagajo. Namen pravljice je torej opogumljati otroke, češ da lahko resnično premagajo velikana, torej odrastejo da bodo sami kot velikani in bodo pridobili njihovo moč. Zgodba prav tako uči da na poti odraščanja ne morejo vedno pričakovati uspeha že pri prvem poskusu in da kljub začetnemu neuspehu ne smejo odnehati.  